# Tonneins
Tonneins – miejscowość i gmina we Francji, w regionie Nowa Akwitania, w departamencie Lot i Garonna.
Według danych na rok 1990 gminę zamieszkiwały 9334 osoby, a gęstość zaludnienia wynosiła 268 osób/km² (wśród 2290 gmin Akwitanii Tonneins plasuje się na 39. miejscu pod względem liczby ludności, natomiast pod względem powierzchni na miejscu 221.).